# Anacolus sanguineus
Anacolus sanguineus är en skalbaggsart som först beskrevs av Amédée Louis Michel Lepeletier och Audinet-serville 1825. Anacolus sanguineus ingår i släktet Anacolus, och familjen långhorningar.
Artens utbredningsområde är Brasilien, Panama och Venezuela. Inga underarter finns listade.